# Misunderstanding
Misunderstansing (En castellano "Malentendido") es una canción del grupo británico Genesis perteneciente al álbum "Duke del año 1980.
En su trabajo anterior, And Then There Were Three de 1978, la canción Follow You, Follow Me fue el primer éxito a nivel mundial de Genesis. La banda pronto comprendería que había dos razones principales para su éxito: su estructura simple y el hecho de que se trataba de una canción de amor. Misunderstanding constituyó un segundo intento siguiendo este razonamiento, y volvió a funcionar una vez más. Ascendió al puesto número 14 luego de una semana en los rankings, superando así a su anterior éxito "Follow You, Follow Me", que había alcanzado el puesto 23.
La canción fue una de las primeras composiciones exclusivas de Phil Collins para Genesis y estaba inspirada en su reciente divorcio ("Please Don't Ask" que también integra este álbum, viene de la misma fuente). Es una canción simple acerca de la falta de comunicación, pero tiene una melodía muy atrapante. La versión en estudio tiene menos carácter - tiene un sonido más frío y los coros no están bien llevados - pero en vivo alcanza considerables niveles de energía, gracias a la potente voz de Collins y a una sección extra que lleva a un final estridente (la versión en estudio simplemente disminuye el volumen hasta finalizar).
Misunderstansing fue interpretada principalmente entre las giras de 1980 y 1983, apareciendo una grabación en vivo de la misma en el álbum Three Sides Live". Además fue publicada en agosto de 1980 como el segundo single del álbum "Duke" (el primero había sido "Turn It On Again"). Este álbum simple fue acompañado de la canción "Evidence of Autumn" para la edición del Reino Unido y por una versión modificada de "Behind the Lines" en la edición norteamericana. 
Existe un video promocional para esta canción que se puede encontrar en el DVD "The Video Collection" del año 2005. En el video aparece el grupo interpretando la canción en la parte de atrás de un camión.
- Datos: Q3646397